# High Littleton
High Littleton is een civil parish in het bestuurlijke gebied Bath and North East Somerset, in het Engelse graafschap Somerset met 2104 inwoners.